# Marko Turk
Marko Turk, slovenski konstruktor elektronskih naprav in industrijski oblikovalec, * 27. december 1920, Ljubljana, † 1999.

## Življenje in delo
Turk je leta 1941 najprej začel študirati na ljubljanski Fakulteti za elektrotehniko. Študij je nadaljeval in ga končal na pomorski akademiji v Bakru. Leta 1954 je v Ljubljani ustanovil Elektroakustični laboratorij ter v njem načrtoval, oblikoval in izdeloval visokokakovostne elekronske, predvsem merilne naprave, in avdio tehniko, posebej se je posvetil mikrofonom. Delal je omejene in razmeram na trgu prilagojene specifične serije tehnične opreme za zahtevne kupce. Oblikovalsko odličnost njegovih izdelkov potrjuje cela vrsta tako domačih kot tujih nagrad. Njegov mikrofon MD 9  je bil leta 1964 kot prvi izdelek slovenskega oblikovalca vključen v zbirko Muzeja moderne umetnosti v New Yorku. Za oblikovanje elektroakustičnih instrumentov je leta 1965 prejel Prešernovo nagrado.